# Code voor het veilig vervoer van deklast hout
De Code voor het veilig vervoer van deklast hout of houtvaartcode (Code of Safe Practice for Ships Carrying Timber Deck Cargoes of Timber Code, TDC-code) is de SOLAS- en LL-standaard op het gebied van het vervoer van hout aan dek. Met resolutie A.1048(27) werd op 30 november 2011 de code aangenomen. De code is niet verplicht, tenzij nationale wetgeving dat bepaalt.
Aan schepen met een deklast hout worden afwijkende stabiliteitseisen gesteld, omdat het hout een positieve bijdrage levert aan de stabiliteit zodra het bij slagzij onder water komt. Dat geldt echter alleen als aan bepaalde voorwaarden wordt voldaan. Hiertoe kan vanuit het uitwateringsverdrag een aangepast uitwateringsmerk worden afgegeven, het houtmerk.